# Prix Aurora
Pour les articles homonymes, voir Aurora et Casper.
Le prix Aurora, anciennement prix canadien de la science-fiction et du fantastique, puis prix Casper, est un prix littéraire de science-fiction et de fantastique décerné par l'Association canadienne de la science-fiction et du fantastique.
En 2011, les prix Boréal francophones ont été fusionnés avec les prix Aurora et sont désormais dénommés les prix Aurora-Boréal. Le prix Aurora demeure cependant existant pour les œuvres anglophones.

## Description
Au début, il récompense le travail d'auteurs canadiens en science-
fiction ou en fantastique. Par la suite, les fans sont éligibles et d'autres catégories s'ajoutent, mais les auteurs doivent être d'origine canadienne. Par exemple, l'une des catégories souligne le travail d'un fan, alors qu'une autre souligne le travail artistique effectué par une personne. Certaines catégories sont aussi éliminées ou ajoutées au fil des ans, reflétant les changements dans l'industrie.
Le choix des gagnants se fait selon une approche qui rappelle celle des prix Hugo. Elle commence par une période de sélection des titres, laquelle est suivie d'une période de vote. Il se fait selon la formule australienne : les électeurs ordonnent leurs choix en ordre descendant. La remise des prix se fait lors d'une congrès littéraire généralement consacré à la science-fiction et au fantastique.
Depuis 1991, les récompenses sont regroupées en 10 catégories :
- 6 pour les professionnels : 3 en anglais, 3 en français ;
- 3 pour les fans ;
- 1 pour l'accomplissement artistique, par exemple illustrations (les professionnels et les fans sont éligibles).

Le prix est accompagné d'un trophée qui change de forme au cours des années : parchemin, sculpture, etc.
Certaines années, le prix pour une catégorie n'est pas décerné, alors qu'à 
d'autres, il peut être décerné à deux récipiendaires.

## Historique
Ce prix s'appelait à l'origine le prix canadien de la science-fiction et du fantastique.
En 1986, il est renommé prix Casper, lequel est décerné de l'année 1986 à 1990.
Le mot Casper dérive de l'acronyme du Canadian Science-fiction Professional Association, CASPA.
Il est finalement renommé prix Aurora en 1991.
Les récompenses pour les ouvrages écrits en français sont offertes à partir de 1986.
En 2005, la liste des catégories s'établit comme suit :
- Lifetime Achievement / Accomplissement en vie, 1980-1986 ;
- Best English Long Form, 1982- (meilleur livre en anglais) ;
- Meilleur livre en français, 1989- ;
- Best English Short Form, 1989- (meilleur nouvelle en anglais) ;
- Meilleure nouvelle en français, 1986- ;
- Best English (Other), 1989- (meilleur ouvrage en anglais (autre catégorie)) ;
- Meilleur ouvrage en français (autre), 1989- ;
- Artistic Achievement / Accomplissement artistique, 1991- ;
- Fan Achievement / Accomplissement fanique, 1986- ;
- Fan Achievement (Fanzine) / Accomplissement fanique (Fanzine), 1988- ;
- Fan Achievement (Publication) / Accomplissement fanique (publication), 1988- ;
- Fan Achievement (Organizational) / Accomplissement fanique (Organisation), 1989- ;
- Fan Achievement (Other) / Accomplissement fanique (autre), 1989- ;

## Lauréats

### Réalisation de toute une vie (Lifetime Achievement)
- 1980 : A. E. van Vogt
- 1981 : Susan Wood
- 1982 : Phyllis Gotlieb
- 1983 : Judith Merril
- 1986 : Judith Merril
- 2008 : Dennis Mullin
- 2013 : Robert J. Sawyer

### Hall of Fame
- 2014 : Spider Robinson et Jeanne Robinson
- 2015 : Dave Duncan, H. A. Hargreaves (en) et Michael Coney
- 2016 : David Cronenberg et Guy Gavriel Kay
- 2017 : Charles de Lint, Élisabeth Vonarburg et Lorna Toolis
- 2018 : Candas Jane Dorsey, Jaymie Matthews (en) et Robert Charles Wilson
- 2019 : Tanya Huff, Eileen Kernaghan (en) et Graeme Cameron
- 2020 : Heather Dale (en), Cory Doctorow et Matt Hughes

### Meilleur livre en anglais (Best English Long Form)
- 1982 : Judgement of Dragons par Phyllis Gotlieb
- 1985 : Songs from the Drowned Land par Eileen Kernaghan (en)
- 1987 : Le Feu vagabond (The Wandering Fire) par Guy Gavriel Kay
- 1988 : Jack the Giant Killer par Charles de Lint
- 1989 : Mona Lisa s'éclate (Mona Lisa Overdrive) par William Gibson
- 1990 : West of January par Dave Duncan
- 1991 : Tigane (Tigana) par Guy Gavriel Kay
- 1992 : Golden Fleece par Robert J. Sawyer
- 1993 : Le Jeu de la passion (Passion Play) par Sean Stewart
- 1994 : Le Fils de nulle part (Nobody's Son) par Sean Stewart
- 1995 : Lumière virtuelle (Virtual Light) par William Gibson
- 1996 : Expérience terminale (The Terminal Experiment) par Robert J. Sawyer
- 1997 : Starplex (Starplex) par Robert J. Sawyer
- 1998 : Black Wine par Candas Jane Dorsey
- 1999 : Darwinia (Darwinia) par Robert Charles Wilson
- 2000 : Flashforward (Flashforward) par Robert J. Sawyer
- 2001 : The Snow Queen par Eileen Kernaghan (en)
- 2002 : In the Company of Others par Julie E. Czerneda (en)
- 2003 : Permanence (Permanence) par Karl Schroeder
- 2004 : Blind Lake (Blind Lake) par Robert Charles Wilson
- 2005 : Wolf Pack par Edo van Belkom (en)
- 2006 : Cagebird (Cagebird) par Karin Lowachee (en)
- 2007 : Children of Chaos par Dave Duncan
- 2008 : The New Moon's Arms par Nalo Hopkinson
- 2009 : Marseguro par Edward Willett
- 2010 : Éveil (Wake) par Robert J. Sawyer
- 2011 : Veille (Watch) par Robert J. Sawyer
- 2012 : Merveille (Wonder) par Robert J. Sawyer
- 2013 : The Silvered par Tanya Huff
- 2014 : A Turn of Light par Julie E. Czerneda (en)
- 2015 : A Play of Shadow par Julie E. Czerneda (en)
- 2016 : A Daughter of No Nation par A. M. Dellamonica (en)
- 2017 : Quantum Night par Robert J. Sawyer
- 2018 : La Cité de Jade (Jade City) par Fonda Lee
- 2019 : Armed in Her Fashion par Kate Heartfield (en)
- 2020 : The Gossamer Mage par A. M. Dellamonica (en)
- 2021 : Mexican Gothic (Mexican Gothic) par Silvia Moreno-Garcia
- 2022 : L'Héritage du jade (Jade Legacy) par Fonda Lee
- 2023 : The Embroidered Book par Kate Heartfield (en)

### Meilleur livre en français
- 1989 : Temps mort par Charles Montpetit
- 1990 : Les Années d’apprentissage par Jacques Brossard
- 1991 : Histoire de la Princesse et du Dragon par Élisabeth Vonarburg
- 1992 : Ailleurs et au Japon par Élisabeth Vonarburg
- 1993 : Chroniques du Pays des Mères par Élisabeth Vonarburg
- 1994 : Chronoreg par Daniel Sernine
- 1995 : La Mémoire du lac par Joël Champetier
- 1996 : Les Voyageurs malgré eux par Élisabeth Vonarburg
- 1997 : La Rose du désert par Yves Meynard
- 1998 : L'Odyssée du Pénélope par Jean-Pierre Guillet
- 1999 : Corps-machines et rêves d'anges par Alain Bergeron
- 2000 : Samiva de Frée par Francine Pelletier
- 2001 : Demain, les étoiles par Jean-Louis Trudel
- 2002 : Les Transfigurés du Centaure par Jean-Louis Trudel
- 2003 : Le Revenant de Fomalhaut par Jean-Louis Trudel
- 2004 : Phaos par Alain Bergeron
- 2005 : Les Mémoires de l'Arc par Michèle Laframboise
- 2006 : Alégracia et le Serpent d'Argent par Dominic Bellavance
- 2007 : La Princesse de Vengeance par Elisabeth Vonarburg
- 2008 : Cimetière du musée par Diane Boudreau
- 2009 : Les Vents de Tammerlan par Michèle Laframboise
- 2010 : Suprématie  par Laurent McAllister
- 2011 : La Tueuse de dragons par Héloïse Côté
- 2012 : Montréel par Éric Gauthier
- 2013 : Transtaïga par Ariane Gélinas
- 2014 : L'Ensorceleuse de Pointe-Lévy par Sébastien Chartrand et L'Île aux naufrages  par Ariane Gélinas
- 2015 : Hôtel Olympia par Élisabeth Vonarburg
- 2016 : Le Jeu du Démiurge par Philippe-Aubert Côté
- 2017 : Les Cendres de Sedna par Ariane Gélinas
- 2018 : De synthèse par Karoline Georges
- 2019 : Les Pierres et les Roses (tomes 1, 2 et 3) par Élisabeth Vonarburg
- 2020 : Ceux de là-bas par Patrick Sénécal
- 2021 : Abîmes par Jonathan Reynolds
- 2022 : Les Singes bariolés par Bernard Gilbert

### Meilleur roman pour jeunes adultes (Best YA Novel)
- 2020 : Bursts of Fire par Susan Forest
- 2021 : Flights of Marigold par Susan Forest
- 2022 : Walking in Two Worlds par Wab Kinew
- 2023 : The Hollow Boys par Douglas Smith

### Meilleure nouvelle en anglais (Best English Short Form)
- 1989 : Sleeping in a Box par Candas Jane Dorsey
- 1990 : Carpe Diem par Eileen Kernaghan (en)
- 1991 : Muffin Explains Teleology to the World at Large par James Alan Gardner (en)
- 1992 : Breaking Ball par Michael Skeet et Une niche (A Niche) par Peter Watts (ex æquo)
- 1993 : The Toy Mill par David Nickle et Karl Schroeder
- 1994 : Just Like Old Times par Robert J. Sawyer
- 1995 : The Fragrance of Orchids par Sally McBride
- 1996 :  Les Perséides (The Perseids) par Robert Charles Wilson
- 1997 : Peking Man par Robert J. Sawyer
- 1998 : Trois audiences sur l'existence de serpents dans le système sanguin humain (Three Hearings on the Existence of Snakes in the Human Blood Stream) par James Alan Gardner (en)
- 1999 : Hockey's Night in Canada par Edo van Belkom (en)
- 2000 : Stream of Consciousness par Robert J. Sawyer
- 2001 : Surrendering the Blade par Marcie Tentchoff
- 2002 : Left Foot on a Blind Man par Julie E. Czerneda (en)
- 2003 : Ineluctable par Robert J. Sawyer
- 2004 : Scream Angel par Douglas Smith
- 2005 : When the Morning Stars Sang Together par Isaac Szpindel
- 2006 : Transubstantiation par Derwin Mak
- 2007 : Biding Time par Robert J. Sawyer
- 2008 : Like Water in the Desert par Hayden Trenholm
- 2009 : Ringing in the Changes in Okotoks, Alberta par Randy McCharles
- 2010 : Pawns Dreaming of Roses par Eileen Bell
- 2011 : The Burden of Fire par Hayden Trenholm
- 2012 : The Needle's Eye par Suzanne Church
- 2013 : The Walker of the Shifting Borderland par Douglas Smith
- 2014 : Ghost in the Machine par Ryan McFadden
- 2015 : Crimson Sky par Eric Choi
- 2016 : Waters of Versailles par Kelly Robson
- 2017 : Marion's War par Hayden Trenholm
- 2018 : Gone Flying par Liz Westbrook-Trenholm
- 2019 : Gods, Monsters, and the Lucky Peach par Kelly Robson
- 2020 : Les Oiseaux du temps (This Is How You Lose the Time War) par Amal El-Mohtar et Max Gladstone

### Meilleure nouvelle courte en anglais (Best English Short Story)
- 2021 : All Cats Go to Valhalla par Chadwick Ginther
- 2022 : The Mathematics of Fairyland par Phoebe Barton
- 2023 : Broken Vow: The Adventures of Flick Gibson, Intergalactic Videographer par Peter G. Reynolds

### Meilleure nouvelle longue en anglais (Best English Novelette/Novella)
- 2021 : Tool Use by the Humans of Danzhai County par Derek Künsken
- 2022 : La Migration annuelle des nuages (The Annual Migration of Clouds) par Premee Mohamed (en)
- 2023 : The Jade Setter of Janloon par Fonda Lee

### Meilleure nouvelle en français
- 1986 : Yadjine et la Mort par Daniel Sernine
- 1987 : La Carte du tendre par Élisabeth Vonarburg
- 1988 : Les crabes de Vénus regardent vers le ciel par Alain Bergeron
- 1989 : Survie sur Mars par Joël Champetier
- 1990 : Cogito par Élisabeth Vonarburg
- 1991 : Ici, des tigres par Élisabeth Vonarburg
- 1992 : L'Enfant des mondes assoupis par Yves Meynard
- 1993 : Base de négociation par Jean Dion
- 1994 : la Merveilleuse Machine de Johann Havel par Yves Meynard
- 1995 : L'Homme qui fouillait la lumière par Alain Bergeron et L'Envoyé par Yves Meynard (ex æquo)
- 1996 : Équinoxe par Yves Meynard
- 1997 : Lamente-toi, sagesse ! par Jean-Louis Trudel
- 1998 : Une lettre de ma mère par Yves Meynard
- 1999 : La Demoiselle sous la lune par Guy Sirois
- 2000 : Souvenirs du Saudade Express par Éric Gauthier
- 2001 : La Danse des esprits par Douglas Smith
- 2002 : Souvenirs de lumière par Daniel Sernine
- 2003 : La Guerre sans temps par Sylvie Bérard
- 2004 : La Course de Kathryn par Élisabeth Vonarburg
- 2005 : Ceux qui ne comptent pas par Michèle Laframboise
- 2006 : Montréal: trois uchronies par Alain Ducharme
- 2007 : Le regard du trilobite par Mario Tessier
- 2008 : Sur la plage des épaves par Laurent McAllister
- 2009 : Le Dôme de Saint-Macaire par Jean-Louis Trudel
- 2010 : Ors blancs par Alain Bergeron
- 2011 : Pour l'honneur d'un Nohaum par Philippe-Aubert Côté
- 2012 : L'Enfant sans visage par Ariane Gélinas
- 2013 : Le Chasseur par Geneviève Blouin
- 2014 : La Légende de McNeil par Jonathan Reynolds
- 2015 : Pour son œil seulement par Joël Champetier
- 2016 : Garder un phénix en cage par Jean-Louis Trudel
- 2017 : Le Printemps de Krijka par Élisabeth Vonarburg
- 2018 : La Nuit aux trois démons  par Philippe-Aubert Côté
- 2019 : La déferlante des Mères par Luc Dagenais
- 2020 : Oikos cherche cuisinière par Geneviève Blouin
- 2021 : La mémoire du papillon par Pascal Raud
- 2022 : L'Épée et la Relique par Geneviève Blouin

### Meilleur ouvrage en anglais (autre) (Best English (Other))
- 1989 : Gerry Truscott, éditeur des livres de Porcépic/Tesseract
- 1990 : On Spec parCopper Pig Writers' Society
- 1991 : On Spec parCopper Pig Writers' Society
- 1992 : Prisoners of Gravity par TVOntario
- 1993 : Tesseracts 4 (anthologie) par Lorna Toolis et Michael Skeet
- 1994 : Prisoners of Gravity par TVOntario
- 1995 : On Spec par Copper Pig Writers' Society
- 1996 : ReBoot par BLT Productions
- 1997 : On Spec par Copper Pig Writers' Society
- 1998 : Northern Frights 4 (anthologie) par Don Hutchison, éditeur
- 1999 : Arrowdreams (anthologie), Mark Shainblum (en) et John Dupuis, éditeurs
- 2000 : Northern Frights 5 par Don Hutchison, éditeur
- 2001 : Science Fiction: The Play (pièce de théâtre) par David Widdicombe (en)
- 2002 : Underwater Nightmare (émission de télévision) par Isaac Szpindel
- 2003 : Edo van Belkom (en), éditeur de Be VERY Afraid!
- 2004 : Space Inc. par Julie E. Czerneda (en)
- 2005 : Relativity: Essays and Stories par Robert J. Sawyer
- 2006 : Tesseracts Nine: New Canadian Speculative Fiction par Nalo Hopkinson et Geoff Ryman
- 2007 : Neo-opsis Science Fiction Magazine par Karl Johanson
- 2008 : Under Cover of Darkness par Julie E. Czerneda (en) et Jana Paniccia
- 2009 : Neo-opsis Science Fiction Magazine par Karl Johanson
- 2010 : Women of the Apocalypse par Eileen Bell, Roxanne Felix, Billie Milholland et Ryan McFadden
- 2011 : The Dragon and the Stars par Derwin Mak et Eric Cho
- 2012 : On Spec par Diane Walton
- 2013 : Blood and Water par Hayden Trenholm
- 2014 : On Spec par Diane Walton
- 2015 : On Spec par Diane Walton
- 2016 : Second Contacts par Hayden Trenholm et Michael Rimar
- 2017 : Strangers Among Us: Tales of the Underdogs and Outcasts par Susan Forest et Lucas K. Law
- 2018 : The Sum of Us: Tales of the Bonded and Bound par Lucas K. Law et Derwin Mak

### Meilleur ouvrage en français (autre)
- 1989 : Luc Pomerleau, pour la direction du magazine Solaris
- 1990 : Luc Pomerleau, pour la direction du magazine Solaris
- 1991 : la corporation les Compagnons à temps perdu pour la publication du magazine Solaris, dirigée par Luc Pomerleau
- 1992 : la corporation les Compagnons à temps perdu pour la publication du magazine Solaris, dirigée par Luc Pomerleau
- 1993 : la corporation les Compagnons à temps perdu pour la publication du magazine Solaris, dirigée par Joël Champetier
- 1994 : Les 42210 univers de la science-fiction par Guy Bouchard
- 1995 : la corporation les Compagnons à temps perdu pour la publication du magazine Solaris, dirigée par Joël Champetier
- 1996 : la corporation les Compagnons à temps perdu pour la publication du magazine Solaris, dirigée par Joël Champetier
- 1997 : la corporation les Compagnons à temps perdu pour la publication du magazine Solaris, dirigée par Joël Champetier
- 1998 : la corporation les Compagnons à temps perdu pour la publication du magazine Solaris, dirigée par Hugues Morin
- 1999 : L'Entreprise de Frankenstein par John Dupuis et Jean-Louis Trudel, pour ses critiques dans Solaris (ex æquo)
- 2000 : la corporation les Compagnons à temps perdu pour la publication du magazine Solaris, dirigée par Joël Champetier
- 2001 : la corporation les Compagnons à temps perdu pour la publication du magazine Solaris, dirigée par Joël Champetier
- 2002 : les Publications bénévoles des littératures de l'imaginaire du Québec pour la publication du magazine Solaris, dirigée par Joël Champetier
- 2003 : (aucun prix décerné)
- 2004 : les Publications bénévoles des littératures de l'imaginaire du Québec pour la publication du magazine Solaris, dirigée par Joël Champetier
- 2005 : (aucun prix décerné)
- 2006 : les Publications bénévoles des littératures de l'imaginaire du Québec pour la publication du magazine Solaris, dirigée par Joël Champetier
- 2007 : Aux origines des petits hommes verts par Jean-Louis Trudel
- 2008 : (aucun prix décerné)
- 2009 : Solaris dirigé par Joël Champetier
- 2010 : Solaris dirigé par Joël Champetier
- 2011 : Solaris dirigé par Joël Champetier
- 2012 : Le DALIAF (Dictionnaire des auteurs des littératures de l'imaginaire en Amérique française)
- 2013 : Solaris dirigé par Joël Champetier
- 2014 : Solaris dirigé par Joël Champetier
- 2015 : Solaris dirigé par Joël Champetier
- 2016 : Solaris dirigé par Joël Champetier
- 2017 : Solaris dirigé par Jean Pettigrew
- 2018 : Petit Guide de la science-fiction au Québec par Jean-Louis Trudel
- 2019 : Nés comme ça par Dave Côté
- 2020 : Brins d’éternité dirigé par Ariane Gélinas, Alamo St-Jean et Guillaume Voisine
- 2021 : Tous mes univers par Joël Champetier
- 2022 : Wapke dirigé par Michel Jean

### Accomplissement artistique (Artistic Achievement)
- 1991 : Lynne Taylor Fahnestalk
- 1992 : Martin Springett
- 1993 : Lynne Taylor Fahnestalk
- 1994 : Robert Pasternak
- 1995 : Tim Hammell
- 1996 : Jean-Pierre Normand
- 1997 : Jean-Pierre Normand
- 1998 : Jean-Pierre Normand
- 1999 : Jean-Pierre Normand
- 2000 : Larry Stewart
- 2001 : Jean-Pierre Normand
- 2002 : James Beveridge
- 2003 : Mel Vavaroutsos
- 2004 : Jean-Pierre Normand
- 2005 : Martin Springett
- 2006 : Lar deSouza
- 2007 : Martin Springett
- 2008 : Lar deSouza
- 2009 : Lar deSouza pour Looking for Group
- 2010 : Dan O’Driscoll
- 2011 : Erik Mohr
- 2012 : Dan O’Driscoll
- 2013 : Erik Mohr
- 2014 : Erik Mohr
- 2015 : Dan O’Driscoll
- 2016 : Erik Mohr
- 2017 : Samantha M. Beiko
- 2018 : Dan O’Driscoll

### Accomplissement fanique (Fan Achievement)
- 1986 : Garth Spencer, éditeur du magazine The Maple Leaf Rag et engagement auprès des fans canadiens
- 1987 : Élisabeth Vonarburg, pour ses contributions à Solaris et à ses efforts pour rapprocher les milieux anglophones et francophones de la science-fiction canadienne

### Accomplissement fanique (Fanzine) ou Accomplissement fanique (publication) (Fan Achievement (Fanzine) or Fan Achievement (Publication))
- 1988 : MLR par Michael Skeet, éditeur
- 1989 : MLR par Michael Skeet, éditeur
- 1990 : MLR par Michael Skeet, éditeur
- 1991 : Neology par Catherine Girczyc, éditeur
- 1992 : SOL Rising par Larry Hancock, éditeur
- 1993 : Under the Ozone Hole par Karl Johanson et John Herbert, éditeurs
- 1994 : Under the Ozone Hole par Karl Johanson et John Herbert, éditeurs
- 1995 : Under the Ozone Hole par Karl Johanson et John Herbert, éditeurs
- 1996 : Under the Ozone Hole par Karl Johanson et John Herbert, éditeurs
- 1997 : Sol Rising par Theresa Wojtasiewicz, éditeur
- 1998 : Warp Factor par Chris Chartier, éditeur
- 1999 : Warp par Lynda Pelley, éditeur
- 2000 : Voyageur par Karen Bennett, éditeur
- 2001 : Voyageur par Karen Bennett, éditeur
- 2002 : Voyageur par Karen Bennett et Sharon Lowachee, éditeurs
- 2003 : Made in Canada Newsletter par Don Bassie, éditeur
- 2004 : Made in Canada Newsletter par Don Bassie, éditeur
- 2005 : Opuntia par Dale Speirs, éditeur
- 2006 : The Royal Swiss Navy Gazette par Garth Spencer, éditeur
- 2007 : Brins d'éternité par Guillaume Voisine, éditeur
- 2008 : (aucun prix décerné)
- 2009 : The Original Universe par Jeff Boman
- 2010 : WCFSAZine par R. Graeme Cameron
- 2011 : (aucun prix décerné)
- 2012 : Bourbon and Eggnog par Eileen Bell, Ryan McFadden, Billie Milholland et Randy McCharles
- 2013 : Speculating Canada par Derek Newman-Stille
- 2014 : (aucun prix décerné)
- 2015 : Speculating Canada par Derek Newman-Stille
- 2016 : Speculating Canada par Derek Newman-Stille
- 2017 : (aucun prix décerné)
- 2018 : Speculating Canada par Derek Newman-Stille

### Accomplissement fanique (Organisation) (Fan Achievement (Organizational))
- 1989 : Paul Valcour, Pinekone I
- 1990 : The Alberta Speculative Fiction Association (TASFA)
- 1991 : Dave Panchyk, président de SSFS et directeur de Combine 0
- 1992 : John Mansfield, directeur de comité au Worldcon Bid à Winnipeg en 1994
- 1993 : Adam Charlesworth, Noncon 15
- 1994 : Lloyd Penney, Ad Astra
- 1995 : Cath Jackel, NonCon et On Spec
- 1996 : Jean-Louis Trudel, SFSF Boréal et prix Boréal
- 1997 : Yvonne Penney, SF Saturday
- 1998 : Peter Halasz, La Société nationale de la S.-F. et du fantastique
- 1999 : Ann Methe, Con*Cept 98
- 2000 : Bernard Reischl, KAG/Kanada
- 2001 : R. Graeme Cameron, président du British Columbia Speculative Fiction Association (BCSFA) et directeur de V-Con 25
- 2002 : Peter Johnson, USS Hudson Bay et IDIC
- 2003 : Georgina Miles, Toronto Trek 16
- 2004 : Martin Miller
- 2005 : Brian Upward (I.D.I.C.)
- 2006 : Barbara Schofield (TT Masquerade)
- 2007 : Cathy Palmer-Lister (Con*Cept)
- 2008 : Penny Lipman (Masquerades)
- 2009 : Randy McCharles (Chair of World Fantasy 2008)
- 2010 : David Hayman, Filk Hall of Fame
- 2011 : Helen Marshall et Sandra Katsuri, Toronto SpecFic Colloquium 2010
- 2012 : Randy McCharles, When Worlds Collide 2011
- 2013 : Randy McCharles, When Worlds Collide 2012
- 2014 : Randy McCharles, When Worlds Collide 2013
- 2015 : Sandra Katsuri, Chiaroscuro Reading Series
- 2016 : Randy McCharles, When Worlds Collide 2015
- 2017 : (aucun prix décerné)
- 2018 : Randy McCharles, When Worlds Collide 2017

### Accomplissement fanique (autre) (Fan Achievement (Other))
- 1989 : Robert Runté, éditeur et imprimeur, NCF Guide to Canadian SF and Fandom (troisième édition)
- 1990 : Robert Runté, promoteur de la science-fiction canadienne
- 1991 : Al Betz, chroniqueuse scientifique de l'émission Ask Mr Science
- 1992 : David W. New, éditeur d'Horizons SF
- 1993 : Louise Hypher, SF² Show
- 1994 : Jean-Louis Trudel, promoteur de la science-fiction canadienne
- 1995 : Catherine Donahue Girczyc, animatrice radio d'Ether Patrol
- 1996 : Larry Stewart, amuseur
- 1997 : Lloyd Penney, écrivain fanique
- 1998 : Larry Stewart, amuseur
- 1999 : Janet L. Hetherington, cocommissaire pour l'exposition sur Superman au Nepean Museum, intitulée 60 Years of Superman
- 2000 : Don Bassie, webmestre de Made in Canada
- 2001 : Donna McMahon, critique de livres
- 2002 : Alex von Thorn, écrivain fanique
- 2003 : Jason Taniguchi, présentateur de prestations individuelles qui parodient des histoires de science-fiction
- 2004 : Eric Layman
- 2005 : Karen Linsley
- 2006 : Urban Tapestry
- 2007 : Éric Gauthier, Christian Sauvé, Laurine Spehner, pour Fractale-Framboise (blog)
- 2008 : Paul Bobbit pour The Voyageur
- 2009 : Joan Sherman pour Heather Dale Concert
- 2010 : Ray Badgerow pour Astronomy Lecture at USS Hudson Bay
- 2011 : John Mansfield et Linda Ross Mansfield pour la conception de l'Aurora Nominee Pins
- 2012 : Peter Watts pour la lecture de Reality: The Ultimate Mythology
- 2013 : Ron Friedman pour la conception de l'Aurora Awards voter package
- 2014 : Robert Runté pour la keynote Why I Read Canadian Speculative Fiction: The Social Dimension of Reading
- 2015 : Derek Newman-Stille pour Speculating, Canada
- 2016 : Derek Newman-Stille pour Speculating, Canada
- 2017 : (aucun prix décerné)
- 2018 : Joshua Pantalleresco pour Just Joshing